# Sandåkra
Sandåkra är en bebyggelseenhet i tätorten Skurup på Söderslätt i Skurups socken och Skurups kommun. Före 2010 klassades Sandåkra som en separat småort för att 2010 växt samman med Skurup.
En tunnel under E65 förbinder byns norra och södra del. I Sandåkra ligger det välkända Johannamuseet.
Sandåkra var en av de byar som omfattades av Rutger Mackleans enskifte.